# Triangle Studios
Triangle Studios is een Nederlandse ontwikkelaar van computerspellen die gevestigd is in Leeuwarden en is opgericht in 2006. Binnen Triangle Studios worden voornamelijk games voor de Nintendo DS en de Nintendo Wii ontwikkeld. Op 2 maart 2010 opende Triangle Studios een nieuw filiaal in Dallas, de VS.

## Spellen
Triangle Studios heeft aanvankelijk de focus gelegd op het ontwikkelen van games voor de Nintendo DS:
- Stratego: Next Edition
- K3 en het IJsprinsesje
- Plop en de Penguïn
- Eén tegen 100
- 10 voor Taal
- Pluk van de Petteflet
- Denksport Varia
- Winter's Tail
- Think Kids 2
- My Virtual Tutor: Pre-K to Kindergarten
- My Virtual Tutor: Kindergarten to First Grade
- My Virtual Tutor: First Grade to Second Grade
- Suske en Wiske: De Texas Rakkers
- Calvin Tucker's Redneck Racing

Tegenwoordig ontwikkelt Triangle Studios games voor smartphone en PC.   
| Titel                                 | Datum van uitgave                                                     | Opdrachtgever        | Platform                          | Genre                               | Taal                                                          |
| ------------------------------------- | --------------------------------------------------------------------- | -------------------- | --------------------------------- | ----------------------------------- | ------------------------------------------------------------- |
| Battleflip                            | 12 December 2013                                                      | Stink & Muse         | iOS                               | Puzzel, Actie                       | Engels                                                        |
| Stumpy's Alphabet Dinner              | 5 Juli 2013                                                           | Roo Roo Games        | iOS                               | Educatie                            | Engels                                                        |
| Dancepad                              | 28 Juni 2012                                                          | Moonshark            | iOS (iPad)                        | Ritme, Actie                        | Engels                                                        |
| Graffiti Wars                         | 19 December 2010                                                      | Stink & Muse         | iOS                               | Artificial Reality, Strategie       | Engels                                                        |
| Muddy Monsters Attack Ameland         | 17 Juni 2011                                                          | Sterc & VVV Ameland  | iOS                               | Strategie                           | Engels                                                        |
| Heron: Steam Machine                  | 16 Oktober 2009                                                       |                      | Wii (WiiWare), Nintendo DSi & Web | Puzzel, Actie                       | Engels                                                        |
| Through The Woods                     | 27 Oktober 2016 (PC) 2 Mei 2018 (Xbox one) 8 Mei 2018 (PS4)           |                      | Steam, Xbox one & PS4             | Avontuur, Horror                    | Engels, Noors, Frans, Italiaans, Duits, Spaans, Russisch      |
| Robot Dance Party                     | 4 September 2014                                                      | DeNA West            | iOS & Android                     | Ritme, Actie                        | Engels                                                        |
| Pocket Cowboys: Wild West Standoff    | 11 April 2019                                                         |                      | iOS & Android                     | RTS                                 | Engels                                                        |
| Uphill Rush                           | 1 Maart 2017                                                          | Spil Games           | iOS & Android                     | Race                                | Engels                                                        |
| The Bug Butcher (Console version)     | 19 Januari 2016 (PC) 18 Oktober 2016 (PS4) 19 Oktober 2016 (Xbox one) | Awfully Nice Studios | Steam, PS4 & Xbox one             | Shooter                             | Engels                                                        |
| Age of Booty: Tactics                 | 14 Juli 2016                                                          | Certain Affinity     | iOS & Android                     | Strategie, Puzzel, Multiplayer      | Engels                                                        |
| Monsterpark Zoo                       | 16 Oktober 2014                                                       | Roo Roo Games        | iOS & Android                     | Educatie                            | Engels                                                        |
| Cross of the Dutchman                 | 10 September 2015                                                     |                      | Steam                             | Actie, Avontuur                     | Engels, Nederlands, Spaans, Portugees, Russisch, Duits, Fries |
| It came from space and ate our brains | 19 Maart 2015                                                         |                      | Steam                             | Actie, Arcade, Shooter, Multiplayer | Engels, Mandarijn                                             |